# Lake Beeac
Der Lake Beeac liegt westlich der Stadt Beeac, 19 km von Colac entfernt in Victoria in Australien.
Der 560 ha große Salzsee ist ein bedeutendes Vogelschutzgebiet entsprechend der Ramsar-Konvention für Wasservögel wie den Cladorhynchus leucocephalus und Recurvirostra novaehollandiae, Haarschopftaucher und Weißbart-Seeschwalbe. Der See bietet durchziehenden Vögeln Nahrung durch kleine Krebse an.

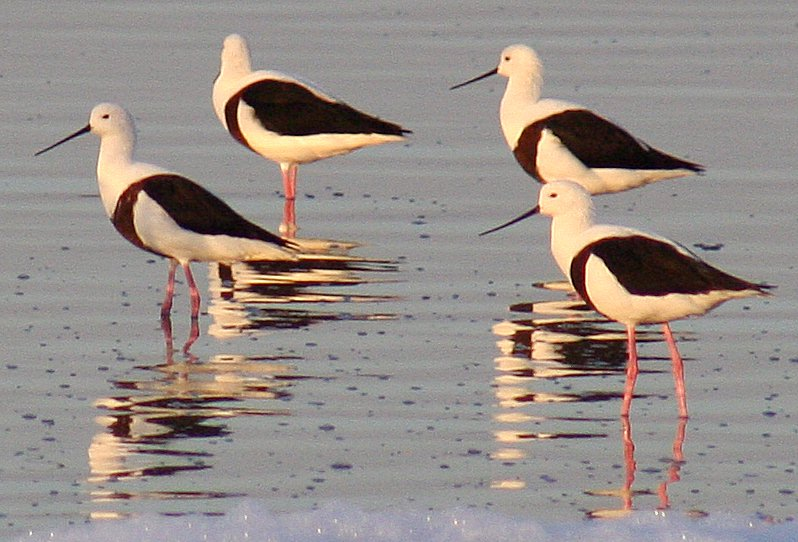
Cladorhynchus leucocephalus
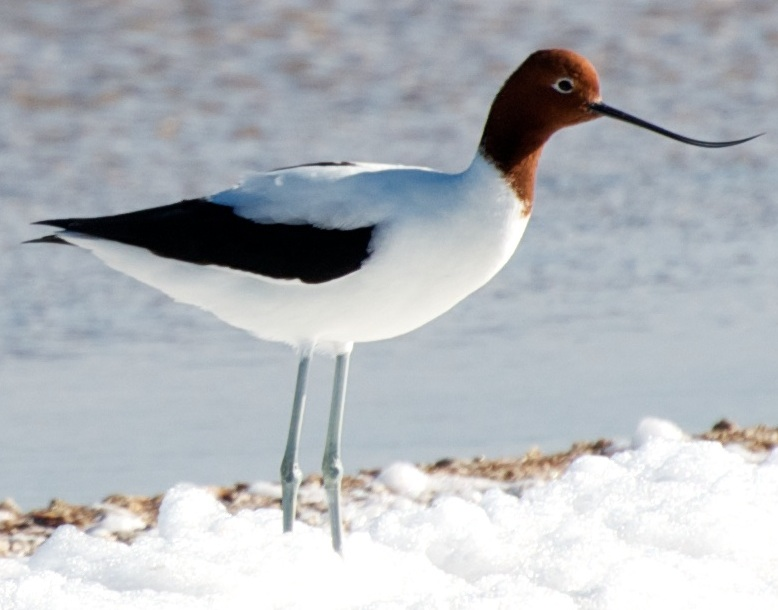
Recurvirostra novaehollandiae
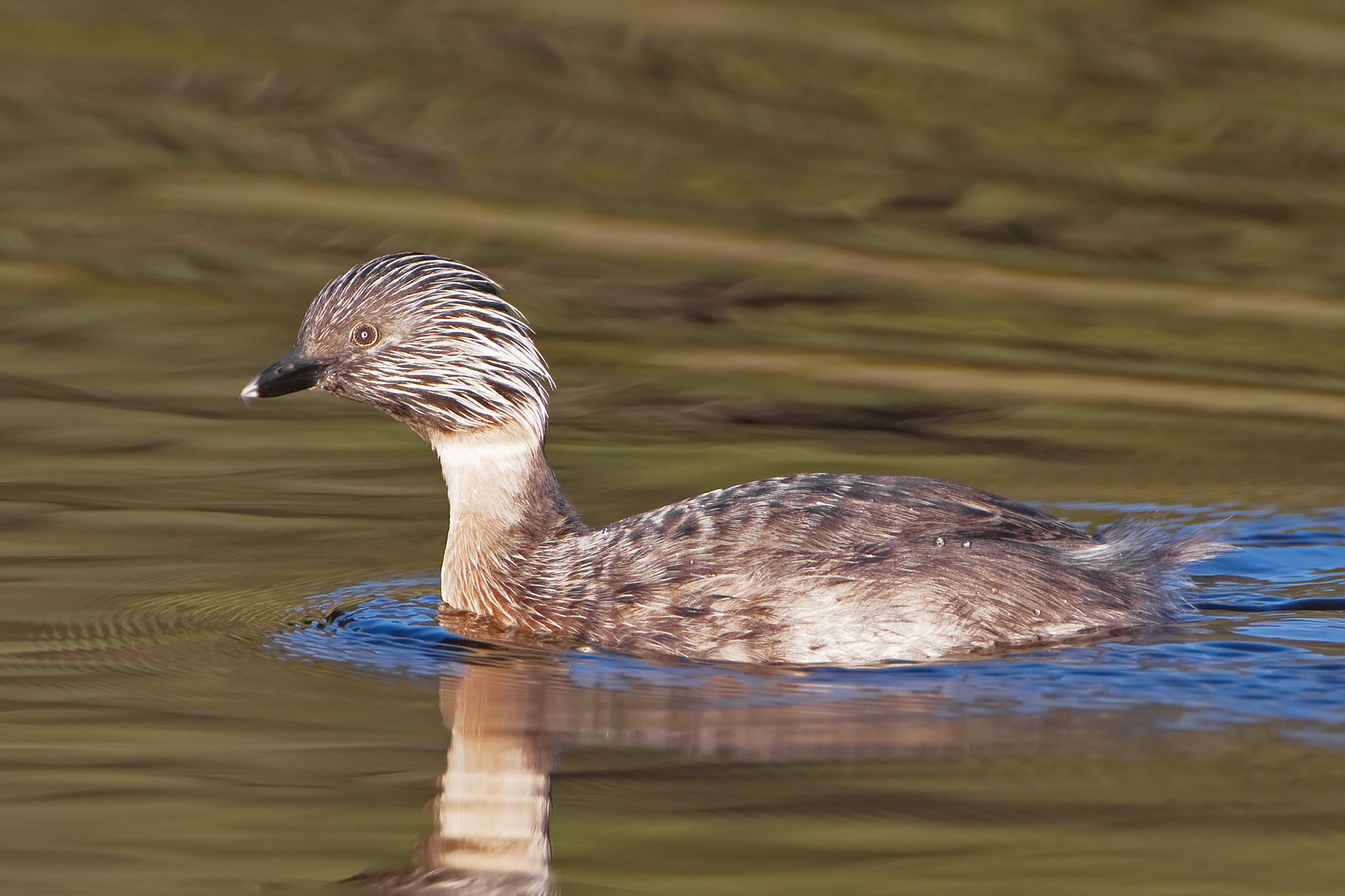
Haarschopftaucher
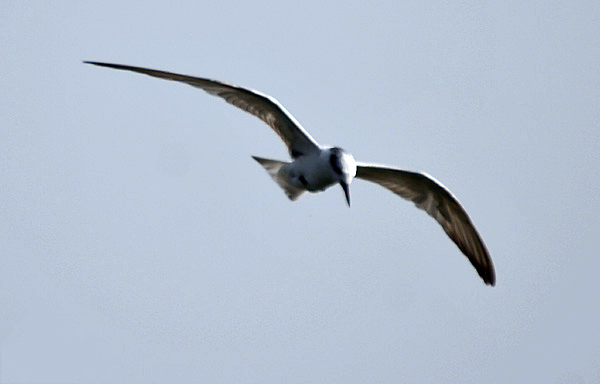
Weißbart-Seeschwalbe

1868 wurde an den Ufern des Sees eine Salzgewinnung aufgebaut, wie auch an dem nahegelegenen Lake Cundare, die ein H. Berry aus Melbourne einige Jahre betrieb, bevor sie aufgegeben wurde. 
Der See fiel 2007 komplett trocken und wurde durch die Regenfälle von 2010 wieder gefüllt.